# Język tairuma
Język tairuma (a. tairuma’a), także: uaripi, kerema – język papuaski używany w prowincji Gulf w Papui-Nowej Gwinei. Według danych szacunkowych z 2004 roku posługiwało się nim wówczas 4500 osób.
Jego obszar obejmuje osiem wsi w rejonie zatoki Kerema: Karaeta, Kerema Bay, Luluitera, Mei’i 1, Mei’i 2, Petoe, Siviri, Uaripi. W mieście Kerema, stanowiącym ośrodek administracyjny prowincji, tairuma nie odgrywa dominującej roli. Nazwa „tairuma” znaczy tyle, co „spokojna woda”. Choć lokalnie wyodrębnia się dwie grupy dialektalne (wschodnią i zachodnią), to różnice językowe między miejscowościami są mało znaczące i nie utrudniają komunikacji.
Jest jednym z języków elema, które to bywają klasyfikowane jako transnowogwinejskie, jednakże taka ich przynależność nie została dostatecznie wykazana.
Według doniesień z 2004 r. tairuma służy jako podstawowy środek komunikacji, niezależnie od grupy wiekowej. W społeczności częsta jest wielojęzyczność. W użyciu są także języki: angielski, tok pisin, a w pewnym zakresie również hiri motu i różne języki lokalne (w tym orokolo i toaripi). Zaobserwowano wzrost użycia tok pisin i angielskiego w komunikacji międzyetnicznej, na niekorzyść znajomości spokrewnionych języków.
Pod auspicjami SIL International sporządzono raport dot. miejscowej sytuacji językowej (2010)  oraz zebrano pewne dane gramatyczne nt. tairuma (2014). Jest zapisywany alfabetem łacińskim (od 2002 roku).